# DuShon Monique Brown
DuShon Monique Brown (Chicago, Illinois, 30 de novembro de 1968 – Chicago, Illinois, 24 de março de 2018) foi uma atriz, norte-americana. 
Conhecida por Heróis Contra o Fogo (2012), Noivos Por Acaso (2013) Prison Break (2005). Ela foi convidada para o programa de televisão Chicago Fire.

## Educação
DuShon é graduada na universidade de Governors State University, em University Park, Illinois.